# Melittia indica
Melittia indica is een vlinder uit de familie wespvlinders (Sesiidae), onderfamilie Sesiinae.
Melittia indica is voor het eerst wetenschappelijk beschreven door Butler in 1874. De soort komt voor in het Oriëntaals gebied.